# 荘島宏二郎
荘島 宏二郎（しょうじま こうじろう、1977年 - ）は、日本の心理統計学者、テスト工学者、教育工学者。大学入試センター研究開発部准教授および東京工業大学大学院社会理工学研究科連携准教授。

## 略歴
神奈川県鎌倉市生まれ。1999年、早稲田大学第一文学部 哲学科心理学専攻卒。2001年、年早稲田大学大学院人間科学研究科生命科学専攻修了。工学博士。2002年10月より、大学入試センター研究開発部助手、2007年9月より、大学入試センター研究開発部准教授。2011年4月より東京工業大学大学院社会理工学研究科連携 准教授兼任。2005年より、日本テスト学会 理事。従来の統計学的な手法である項目応答理論（IRT）より実践的なテスト理論である潜在ランク理論を開発。

## 受賞
- 2004年 - 日本行動計量学会 肥田野直・水野欽司賞（奨励賞）[3]
- 2007年 - 日本テスト学会 論文賞：吉村宰らと共同[4]
- 2011年 - 日本テスト学会 大会発表賞：松宮功と共同[5]
- 2012年 - 日本行動計量学会 林知己夫賞（優秀賞）[3]

## 書籍等出版物
- 2006年1月 学力―いま、そしてこれから 山森 光陽, 荘島 宏二郎 ミネルヴァ書房 ISBN 4623047326
- 2007年2月 エマージェンス人間科学―理論・方法・実践とその間から 北大路書房 ISBN 4762825360
- 2010年7月 学習評価の新潮流 (シリーズ行動計量の科学) 植野 真臣, 荘島 宏二郎 朝倉書店 ISBN 425412824X
- 2014年8月 心理学のための統計学入門[心理学のための統計学1]: ココロのデータ分析 (日本語) 川端 一光 (著), 荘島 宏二郎 (著) 誠信書房 ISBN 4414301874
- 2014年9月 パーソナリティ心理学のための統計学[心理学のための統計学6]: 構造方程式モデリング 尾崎 幸謙, 荘島 宏二郎 誠信書房 ISBN 4414301920
- 2015年1月 犯罪心理学のための統計学【心理学のための統計学9】：犯人のココロをさぐる 松田 いづみ , 荘島 宏二郎 誠信書房 ISBN 4414301955
- 2015年2月 発達心理学のための統計学:縦断データの分析 (心理学のための統計学7) 宇佐美 慧 (著), 荘島 宏二郎 (著) 誠信書房 ISBN 4414301939
- 2015年8月 教育心理学のための統計学[心理学のための統計学4]: テストでココロをはかる 熊谷 龍一, 荘島 宏二郎 誠信書房 ISBN 4414301904
- 2016年7月 実験心理学のための統計学[心理学のための統計学2]: t検定と分散分析 橋本 貴充, 荘島 宏二郎 誠信書房 ISBN 4414301882
- 2017年1月 計量パーソナリティ心理学 (クロスロード・パーソナリティ・シリーズ) 荘島 宏二郎 ナカニシヤ出版 ISBN 4779511100
- 2017年5月 社会心理学のための統計学[心理学のための統計学3]: 心理尺度の構成と分析 清水 裕士 (著), 荘島 宏二郎 (著) 誠信書房 ISBN 4414301890